# Gustav Adolfs Page (Film)
Gustav Adolfs Page ist eine deutsch-österreichische Literaturverfilmung von Rolf Hansen aus dem Jahr 1960. Sie beruht auf der gleichnamigen Novelle von Conrad Ferdinand Meyer.

## Handlung
Schwedenkönig Gustav Adolf kommt im Jahr 1631 während des Dreißigjährigen Kriegs nach Nürnberg, um Truppen für seinen Kampf gegen Wallenstein anzuwerben. Im Rathaus wird ihm ein Festmahl gegeben, das Gustl Leubelfing, eine glühende Verehrerin des Königs, aus der Ofenkammer verfolgt. Sie lebt seit dem Tod ihres Vaters bei ihrem Onkel, dem Bürgermeister. Sie bemerkt, dass die Minister der Stadt zögern, dem König zu folgen, und ruft in den Saal „Blut und Leben für den König!“. Als der Bürgermeister in der Not behauptet, sein Sohn Anton habe gerufen, ernennt der König Anton kurzerhand zu seinem neuen Pagen. Anton jedoch hat nicht vor, dem König zu dienen. Die burschikose Gustl zieht kurzerhand Männerkleider an und wird von Soldaten des Schwedenkönigs zum Heerlager geführt.
Gustl ist eine treue und ergebene Dienerin des Königs und dieser sieht sie schon bald als den Sohn an, den er nie gehabt hat. Als der König zu einer längeren Kundschaftertour unterwegs ist, werden Frauen ins Lager geschmuggelt, und man verkuppelt Gustl mit der rassigen Korinna. Die bemerkt schnell, dass die sich wehrende Gustl eine Frau ist. Sie will Gustl jedoch nicht verraten, solange es ihr selbst gut geht. Der Herzog von Lauenburg, der gegen den König intrigiert, ihm jedoch verpflichtet ist, nimmt Korinna bei sich auf. Die macht sich bei der Königin Maria Eleonora unbeliebt, da sie vom Herzog mit reichen Kleidern ausgestattet wird und damit prunkvoller gekleidet als die Königin ist. Maria Eleonora weist den König an, Korinna aus dem Lager zu entfernen, und Gustl vergewissert sich noch einmal bei Korinna, dass sie sie nicht verraten wird. Der Herzog von Lauenburg glaubt, dass Korinna noch immer ein Verhältnis mit Gustl hat, und will sie aus dem Lager werfen. In ihrer Not verrät Korinna, dass Gustl eine Frau ist. Der Herzog von Lauenburg spielt diese Information zunächst den anderen, Gustav Adolf mit Abneigung gegenüberstehenden Feldherren zu, und später Wallenstein. Die Nachricht wird jedoch von seinem Stellvertreter Octavio Piccolomini angenommen, da Wallenstein abgereist ist.
Wallenstein und Gustav Adolf stehen über Hauptmann Roland in Verbindung, der als Kaufmann den Krieg zwischen beiden Männern am liebsten verhindern würde. Er besticht den Astrologen Wallensteins, der nun erklärt, dass das Schicksal beider Feldherren voneinander abhängt. Verliert der eine, verliert auch der andere. Wallenstein trifft sich nun mit Gustav Adolf und beide handeln einen Frieden aus. In dem Moment erscheinen die von Piccolomini ausgesandten Truppen, die Gustl festnehmen wollen. Über den Befehl erfährt Gustav Adolf zum ersten Mal von dem Gerücht. Zurück im Lager stellt er Gustl zur Rede und die gibt zu, eine Frau zu sein. Gustav Adolf ist wütend, zitiert jedoch zunächst den Herzog von Lauenburg und die anderen Verbündeten in sein Zelt. Als der Henker von Lauenburg die Hand auf die Schulter legen soll, zieht der seinen Degen. Durch Gustls rasches Eingreifen erhält auch Gustav Adolf einen Degen und tötet den Herzog im Duell. Gustl wiederum flieht entsetzt und der König lässt umsonst nach ihr suchen.
Wenig später befindet sich Gustav Adolf auf dem Schlachtfeld bei Lützen. Der Kampf mit Wallenstein steht kurz bevor. Plötzlich wird Gustl dem König von Soldaten als möglicher Spion vorgeführt, da sie ihn seit Tagen beschatte. Beide sprechen sich aus. Gustav Adolf will sie nach Hause schicken, da ihr einziger Ruhm wäre, einmal wie ein Hündchen tot zu Füßen seines Sargs zu liegen. Gustl jedoch wäre dies die liebste Vorstellung. Plötzlich schlägt ein Schuss in einen unweit stehenden Pulverwagen ein. Durch die Explosion sterben Gustav Adolf und Gustl zeitgleich. Am Ende liegen beide aufgebahrt – sie als Page zu seinen Füßen.

## Produktion
Die Dreharbeiten zu Gustav Adolfs Page fanden in Rothenburg ob der Tauber statt. Der Film kam am 23. Dezember 1960 in die Kinos. Am 16. Dezember 1987 lief Gustav Adolfs Page auf DFF 2 erstmals im Fernsehen der DDR.
Es war die letzte Filmregie von Rolf Hansen. Die Filmbauten entwarfen Arno Richter, Robert Herlth und Leo Metzenbauer, die umfangreichen, historischen Kostüme stammen von Charlotte Flemming. Die Herstellungsleitung hatte Heinz Pollak.
Während der Dreharbeiten lernte Liselotte Pulver ihren späteren Ehemann Helmut Schmid kennen. Wegen ihres Vertrages für Gustav Adolfs Page musste Pulver die Übernahme der weiblichen Hauptrolle in El Cid absagen.

## Kritik
Der Spiegel nannte Gustav Adolfs Page einen „verstaubt-gemütlich arrangierte[n] Bilderbogen aus dem Dreißigjährigen Krieg“, in dem Curd Jürgens als Schwedenkönig „blauäugig und germanisch [blitzt]“ und Liselotte Pulver Gelegenheit habe „ihre erprobte Drolerie anzubieten“.
Der film-dienst bezeichnete Gustav Adolfs Page als einen Film, „der das heldische Pathos der Vorlage ironisch abschwächt und modernisiert. Gehobene Filmunterhaltung.“

## Geschichtlicher Hintergrund

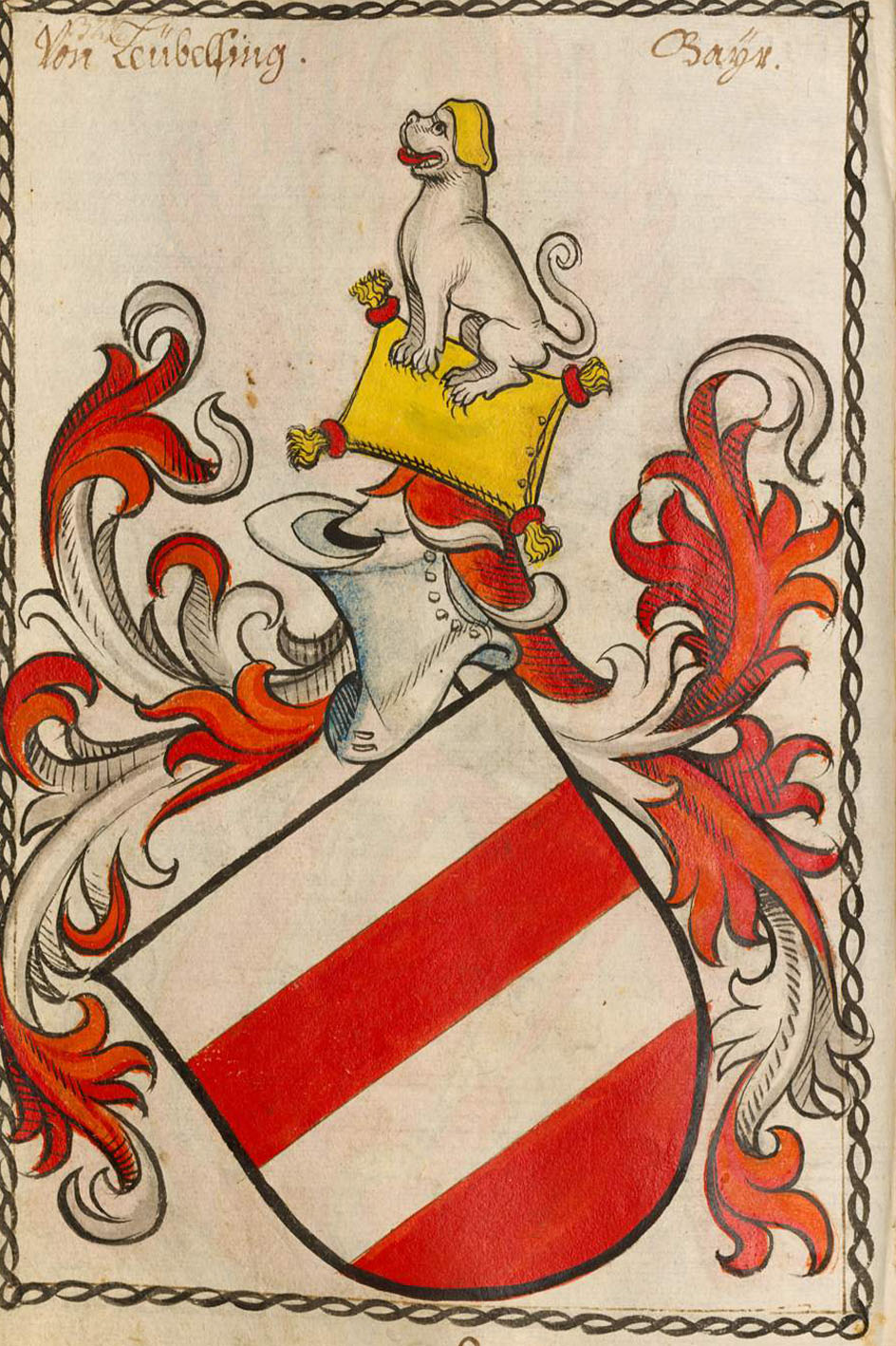
Das Leublfingsche Wappen in Scheiblers Wappenbuch

Gemäß einer Grabplatte in der Naumburger Stadtkirche St. Wenzel diente Gustav Adolf tatsächlich ein Page namens Augustus v. Leubelfing, der in der Schlacht bei Lützen tödlich verwundet wurde. Vom Schlachtfeld geborgen, verstarb er, trotz ärztlicher Hilfe, wenige Tage später.
Dass der Page im Tod wie ein treuer Hund zu Füßen des gefallenen Schwedenkönigs liegt, spielt eventuell auch auf den kleinen Hund an (bzw. Bracken), den das niederbayerische Adelsgeschlecht Leublfing bis zu seinem Aussterben 1985 im Wappen führte.